# Musée d'ethnologie de Herrnhut

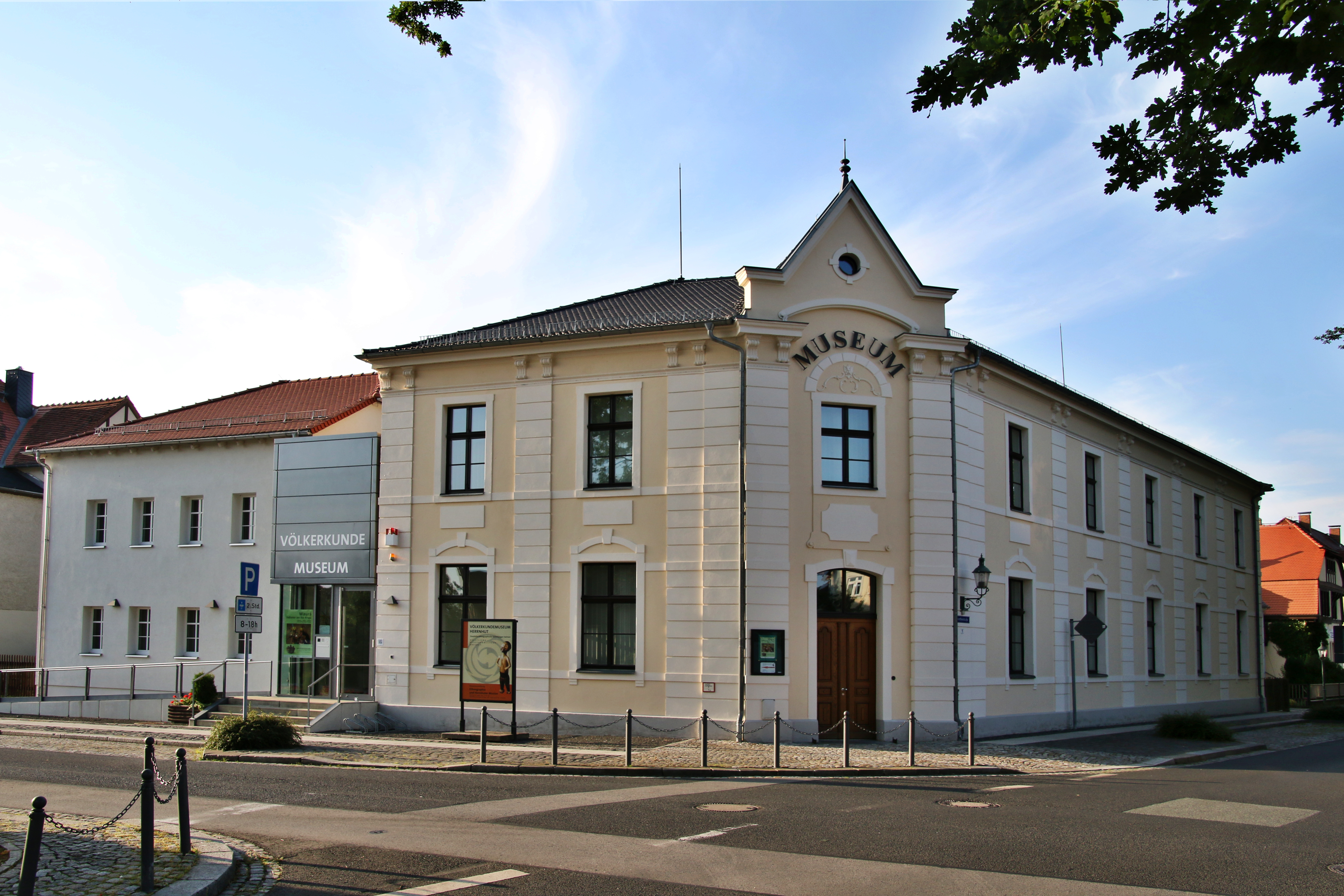
Façade du musée d'ethnologie de Herrnhut.

Le  Musée d'ethnologie de Herrnhut (nom officiel allemand : Völkerkundemuseum Herrnhut) est situé à Herrnhut en Allemagne. Il fait partie des Collections nationales d'ethnographie de Saxe.
Dans ce musée se recoupent ethnographie et histoire des missions. La collection est constituée d'objets rapportés à partir de 1732 par les missionnaires de la Fraternité de Herrnhut à l'issue de leurs missions auprès de différents peuples.
Le point d'orgue de l'exposition permanente, qui est accompagnée d'exposition temporaires, est l'ensemble des notes que les missionnaires ont prises, écrites à la main, ainsi que les publications des missionnaires.
Les principales curiosités sont les objets de la religion bouddhiste et les 36 Objets rapportés par l'explorateur James Cook (1728-1779) de son troisième voyage, dans les mers du Sud et au Nord de la côte Est de l'Amérique.